# Marius-Gheorghe Toanchină
Marius-Gheorghe Toanchină (n. 18 aprilie 1985, Șercaia, România) este un senator român, ales în 2020 din partea PSD. 